# Estación de Place des Fêtes
Place des Fêtes es una estación de las líneas 7 bis y 11 del metro de París situada en el XIX Distrito, al este de la ciudad en el barrio de Belleville.

## Historia
La estación de la línea 7 bis perteneció a la línea 7 hasta el 3 de diciembre de 1967, momento en el cual se separó uno de los ramales creándose la línea 7 bis.
Por su parte la estación de la línea 11, como casi todas las estaciones de la línea fue inaugurada el 28 de abril de 1935.
Debe su nombre a la plaza bajo la cual se encuentra. Dicha plaza fue construida en 1836. En ella se celebraban fiestas y verbenas, de ahí su nombre.

## Descripción

### Estación de la línea 7 bis
Se compone de un andén central curvado de 75 metros de longitud y de dos vías. Aun así, sólo una presta un servicio efectivo ya que los trenes sólo circulan en una dirección, hacía Pré Saint-Gervais. Aunque construida en bóveda cada vía accede a la estación por un túnel diferenciado.
Está revestida casi en su totalidad de los clásicos azulejos blancos biselados del metro parisino. La única excepción se encuentra en los extremos de la estación donde los azulejos son de color naranja. La iluminación es de estilo Motte y se realiza con lámparas resguardadas en estructuras rectangulares de color naranja que sobrevuelan la totalidad del andén central. Mismo estilo para la señalización que se realiza sobre paneles metálicos de color azul y empleando letras blancas y los asientos donde se combina una larga y estrecha hilera de cemento revestida de azulejos naranja que sirve de banco improvisado con algunos asientos individualizados del mismo color que se sitúan sobre dicha estructura. 

### Estación de la línea 11
Se compone de dos andenes laterales de 75 metros y de dos vías.
Está diseñada en bóveda elíptica revestida completamente de los clásicos azulejos blancos del metro parisino, aunque en este caso planos, sin biselar. La iluminación es de estilo Ouï-dire realizándose a través de estructuras que recorren los andenes sujetados por elementos curvados que proyectan una luz difusa en varias direcciones. Inicialmente esta iluminación coloreaba las bóvedas pero esta característica se ha perdido. Ese mismo estilo es el presente en los asientos donde se combinan asientos convencionales con bancos que por su altura sólo permiten apoyarse.
Por último la señalización, sobre paneles metálicos de color azul y letras blancas, adopta la tipografía Motte.